# 신우신염
신우신염(腎盂腎炎, 영어: pyelonephritis)은 신장을 이루는 부분인 신우(콩팥깔대기)에 염증이 생기는 질환이다. 여성에게서 흔히 발생하는 질병이다. 유의어로는 신우염(腎盂炎, pyelitis) 또는 깔때기염이 있다.

## 같이 보기
- 간질성신염